# 大胜胡同
大胜胡同是上海市静安区的一处新式里弄，位于华山路东，北临延安中路，南临巨鹿路，包括华山路229弄、241弄、251弄、263弄、275弄、285弄六条弄堂，是上海为数不多的以胡同命名的里弄之一。

## 历史
大胜胡同建造年代不详，大致建于1912-1936年间，原为在内蒙古传教的比利时天主教圣母圣心会在上海设立的账房（办事处）普爱堂的产业，由神父德拉蒙德负责建造。
德拉蒙德来自北京，所以他以北方常见的里弄形态——胡同命名。1928年普爱堂亦搬迁至大胜胡同内241弄7号。1994年，大胜胡同被列为第二批上海市优秀历史建筑。
大胜胡同凭其毗邻静安寺的地段优势和合理的布局，曾一度吸引上层人士租住。据住户介绍，当时在大胜胡同中租住房屋的押金高达17根金条。著名物理学家杨振宁曾居住大胜胡同35号。

## 建筑概况

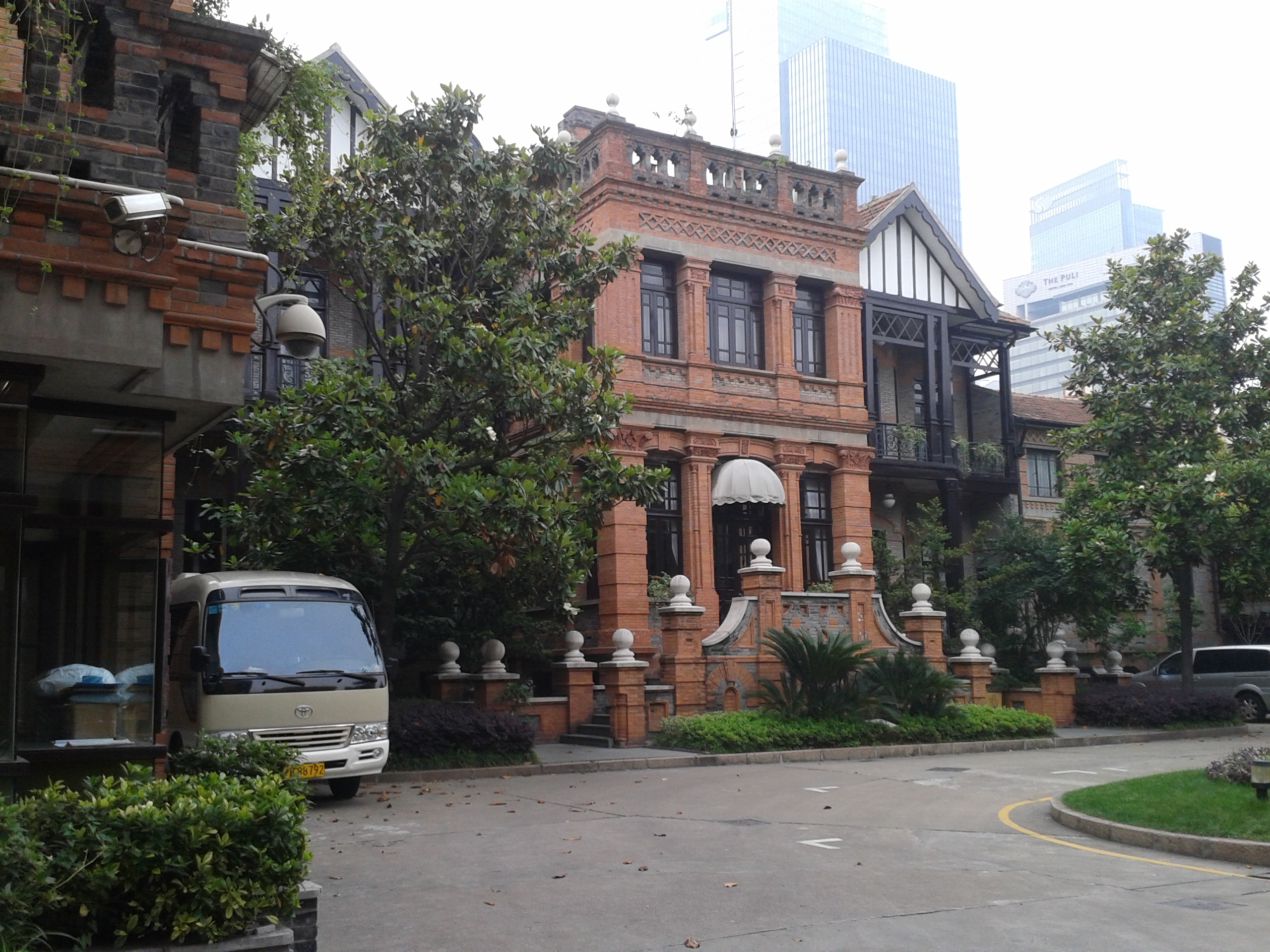
德拉蒙德住宅

大胜胡同占地面积3.5公顷，现有建筑面积2.3万平方米,包括100余幢法式里弄住宅和一幢独立的英式花园住宅。

### 里弄住宅
大胜胡同总体采用行列式布局。里弄住宅均为三层砖木结构，立面材质为黄色拉毛水泥，窗口等部位则拼接清水红砖作为装饰，具有装饰艺术的特点。弄内所有住宅均配备煤卫设施。

### 花园洋房
位于华山路263弄6号，为德拉蒙德的住宅。建筑为假三层砖木结构，属于英式古典主义风格，局部亦有中式建筑的特征。建筑南立面结构对称，材质为青砖和红砖，设有与二层屋檐等高的方形门廊。门廊由16根基础为方形的柱式和一座女儿墙组成。屋顶采用双坡复式折线型，覆盖红色平瓦。南侧屋顶中间设置弓形山墙，两端设置一对三角形山墙并设有封檐板，体现了中式风格。